# 5-아미노이미다졸-4-카복사마이드 리보뉴클레오타이드
5-아미노이미다졸-4-카복사마이드 리보뉴클레오타이드(영어: 5-aminoimidazole-4-carboxamide ribonucleotide, AICAR)는 퓨린 뉴클레오타이드 합성 과정에서의 대사 중간생성물이다. 5-아미노이미다졸-4-카복사마이드 리보뉴클레오타이드는 AMP-의존성 단백질 키네이스(AMPK)의 활성을 자극할 수 있는 아데노신 일인산(AMP)의 유사체이다. 5-아미노이미다졸-4-카복사마이드 리보뉴클레오타이드는 심장의 허혈성 손상을 치료하고 보호하기 위해 임상적으로 사용되어 왔다. 5-아미노이미다졸-4-카복사마이드 리보뉴클레오타이드는 수술 중에 심장으로 들어가는 혈류를 유지하는 방법으로 1980년대에 처음으로 사용되었다. 현재 AICAR은 근육의 물리적 구성을 변화시켜 조직의 대사 활성을 증가시킴으로써 당뇨병의 잠재적 치료제로도 보여지고 있다.

## 작용 기작
5-아미노이미다졸-4-카복사마이드 리보뉴클레오타이드의 뉴클레오사이드 형태인 아카데신은 심장 세포로 들어가서 아데노신 키네이스와 아데노신 탈아미노효소를 저해하는 아데노신의 유사체이다. 5-아미노이미다졸-4-카복사마이드 리보뉴클레오타이드는 심근의 허혈 상태에서만 아데노신 일인산으로부터 아데노신의 생성을 증가시키는 뉴클레오타이드 재합성 속도를 증가시킨다. 심장의 근육세포에서 아카데신은 5-아미노이미다졸-4-카복사마이드 리보뉴클레오타이드로 인산화되어 뉴클레오타이드의 수준을 변화시키지 않고 AMP-의존성 단백질 키네이스를 활성화시킨다. 5-아미노이미다졸-4-카복사마이드 리보뉴클레오타이드는 아데노신 합성을 위한 신생합성 경로로 들어가서 ATP의 수준과 아데노신의 수준을 증가시키는 아데노신 탈아미노효소를 저해할 수 있다.

## 의료용
장기간의 허혈에 앞서 재관류를 동반한 짧은 기간의 관상동맥 폐색은 허혈성 전처치로 알려져 있다. 이것은 보호적인 것으로 나타났다. 전처치는 심근 경색보다 앞서서 재관류 요법을 통해 심근 경색을 막고 세포 사멸을 지연시킬 수 있다. 5-아미노이미다졸-4-카복사마이드 리보뉴클레오타이드는 허혈 직전이나 허혈 중인 심장을 전처치하는 것으로 나타났다. 5-아미노이미다졸-4-카복사마이드 리보뉴클레오타이드는 내피의 산화 질소 합성효소로부터 일산화 질소(NO)의 생성을 증가시킴으로써 전처치된 항염증 상태를 유발시킨다. 재관류 24시간 전에 5-아미노이미다졸-4-카복사마이드 리보뉴클레오타이드를 투여하면 일산화 질소 생성 증가와 함께 허혈성 백혈구-내피 세포 접착 상호작용을 방지한다. 또한, 5-아미노이미다졸-4-카복사마이드 리보뉴클레오타이드-의존적 전처치는 ATP-민감성 칼륨 통로 및 헴옥시제네이스-의존적 기작에 의해 매개된다. 이는 ATP-민감성 칼륨 통로의 AMP-의존적 단백질 키네이스-의존적 반응을 증가시켜 활동 전위의 지속 시간을 단축시키고 재관류 중 칼슘 과부하를 방지한다. 칼슘 과부하의 감소는 활성 산소에 의한 염증의 활성화를 방지한다. 또한, 5-아미노이미다졸-4-카복사마이드 리보뉴클레오타이드는 허혈성 재관류 후 심장에 이로운 GLUT4의 위치 변경을 통해 AMP-활성 단백질 키네이스-의존적 포도당 흡수를 증가시킨다. 5-아미노이미다졸-4-카복사마이드 리보뉴클레오타이드 전처치 동안 포도당의 증가는 토끼에서 최대 2시간까지, 관상동맥 수술 중인 사람에서 40분까지 전처치하는 시간을 연장시킨다. 결과적으로, 5-아미노이미다졸-4-카복사마이드 리보뉴클레오타이드는 사람에서 심근 경색의 빈도와 크기를 최대 25%까지 감소시켜 심장으로의 혈액의 흐름을 개선시킨다. 또한, 이러한 치료법은 허혈성 손상으로 인한 조기 사망의 위험을 줄이고 수술 후 회복을 개선시키는 것으로 나타났다.

## 운동 능력 향상 약물로 사용
2009년에 프랑스 반도핑기구는 5-아미노이미다졸-4-카복사마이드 리보뉴클레오타이드가 2009 투르 드 프랑스에서 운동능력 향상 약물로 사용된 것으로 추정된다고 의심했다. 세계 반도핑기구에 탐지 방법이 주어진 것으로 알려졌지만, 이 방법이 시행됐는지는 알려지지 않았다. 2011년 1월에 5-아미노이미다졸-4-카복사마이드 리보뉴클레오타이드는 세계 반도핑규약에서 공식적으로 금지된 물질이었으며, 엘리트 선수들의 표준 수준이 결정되어 검사 결과를 해석하고 있다.

## 같이 보기
- N-석시닐-5-아미노이미다졸-4-카복사마이드
- 이노신 일인산 생성효소